# Hiệu ứng giấy bẫy ruồi
Hiệu ứng giấy bẫy ruồi chỉ hiện tượng các khoản hỗ trợ tài chính của chính quyền trung ương cho chính quyền địa phương nhằm mục đích bình đẳng hóa bị biến thành các khoản tài trợ thâm hụt ngân sách địa phương. Vì nhiều nguyên nhân, một chính quyền địa phương có thể không đủ thu ngân sách để cung cấp hàng hóa công cộng địa phương cho người dân trên địa bàn của mình ở mức tối thiểu quốc gia, trừ phi họ phải khiến người dân nộp thuế nhiều hơn. Khi ấy, chính quyền trung ương với mục tiêu bình đẳng hóa lợi ích tài chính cho người dân giữa các địa phương và bảo đảm chuẩn tối thiểu quốc gia về lợi ích thụ hưởng hàng hóa công cộng phải cung cấp các khoản hỗ trợ tài chính cho chính quyền địa phương đó. Tuy nhiên, điều này lại có thể dẫn tới chính quyền địa phương mất đi những nỗ lực quản lý ngân sách hiệu quả và nâng cao trách nhiệm tài chính (thu đủ và tiết kiệm chi).
Liên kết ngoài:
- The Flypaper Effect Lưu trữ ngày 14 tháng 10 năm 2006 tại Wayback Machine (pdf).
- The Flypaper Effect: Long Run and Asymmetric Responses to Grants-in-Aid Lưu trữ ngày 27 tháng 9 năm 2007 tại Wayback Machine (pdf)